# Sauholmen
Sauholmen est une île dans le landskap Sunnhordland du comté de Vestland. Elle appartient administrativement à Fitjar.

## Géographie
Rocheuse et couverte d'une légère végétation, elle s'étend sur environ 442 m de longueur pour une largeur approximative de 186 m. Elle compte cinq bâtiments dont une habitation. 